# Marianne Nölle
Marianne Nölle, née en 1938 et morte le 28 juillet 2022, est une tueuse en série allemande de Cologne. Elle fut condamnée à la prison à vie en 1993 pour sept meurtres.

## Crimes
Nölle était infirmière et entre 1984 et 1992, elle tua des patients sous sa garde en utilisant du Truxal.
La police estime qu'elle a tué un total de 17 personnes et commis 18 tentatives de meurtre, mais elle fut seulement condamnée pour sept.
Elle n'a jamais admis avoir commis les meurtres.